# Cud świętego Marka
Cud św. Marka (wł. San Marco libera uno schiavo) – obraz włoskiego malarza Jacopa Tintoretta.
Jest to pierwsze płótno wykonane dla Scuola Grande di San Marco. Temat dzieła został zaczerpnięty ze Złotej legendy autorstwa Jacopa de Voragina. Historia opowiada o słudze, który udał się oddać cześć relikwiom świętego Marka. Jego pan, dowiedziawszy się o tym, skazał go na wyłupanie oczu i połamanie nóg. Wówczas św. Marek ukazał się i nie pozwolił na wykonanie wyroku, ratując sługę.
Obraz już po powstaniu wzbudził zachwyt współczesnych. Pisarz Pietro Aretino zwracał się w liście do Tintoretta w 1548 roku, pełen pochwał i zachwytów głównie nad naturalistycznie przedstawionym nagim ciałem sługi. Krytykował natomiast pośpiech i gorączkowy styl artysty, życząc mu wyeliminowania tych mankamentów. Tintoretto nie pozbył się jednak tych cech i były one jego znakiem rozpoznawczym, o czym wspominał później Giorgio Vasari i Francesco Sansovino, a także część konfraterów Scuoli San Marco.

W Cudzie św. Marka po raz pierwszy Tintoretto zastosował nietypowy układ kompozycyjny z wiszącym w powietrzu Markiem. Motyw ten będzie później powtarzał wielokrotnie m.in. w  Walce anioła Michała z szatanem czy w Zwiastowaniu. Jeden z krytyków sztuki Vittorio Sgarbi pisał o tym obrazie: 

Kiedy staniemy przed (...) Cudem świętego Marka, dziełem które stwórcę rozsławiło (...) widzimy czysty teatr, taki, który można pomylić z życiem. Cóż jest bowiem tutaj nieprawdopodobieństwem lub nadnaturalnością? Gdyby tylko płaszcz świętego opadł trochę niżej, być może dostrzeglibyśmy sznur, który utrzymuje apostoła zezwalając mu robić ewolucje powietrze, i trik zostałby zdemaskowany, prysnęłaby magia. Jest to wszak teatr w malarstwie, a więc fikcja w fikcji

W 1797 roku obraz trafił do Paryża, a po zlikwidowaniu działalności scuoli powrócił do Wenecji i zasilił zbiory Gallerie dell’Accademia.